# Josef Kloimstein
Josef Kloimstein, född 1 november 1929 i Rufling, död 15 november 2012 i Steyregg, var en österrikisk roddare.
Kloimstein blev olympisk silvermedaljör i tvåa utan styrman vid sommarspelen 1960 i Rom.